# Henri Parent
Pour les articles homonymes, voir Parent.
Aubert Henri Joseph Parent est un architecte français né  à Valenciennes le 12 avril 1819 et mort à Paris le 18 septembre 1895.

## Biographie

### Famille
Fils aîné de l'architecte Aubert Parent (1753-1835), frère de l'architecte Clément Parent (1823-1884), Henri Parent épouse Thérèse Deydier. 
En 1884, il demeure 10, avenue de Breteuil, à Paris, dans le 7e arrondissement.
Il restaure et transforme de nombreux hôtels particuliers du faubourg Saint-Germain à Paris pour les grandes familles de l'aristocratie française.

### Architecte du musée de Picardie
Dans le domaine de l'architecture publique, Parent conçoit avec Arthur-Stanislas Diet le musée de Picardie à Amiens construit entre 1855 et 1864. Ce bâtiment, dont la façade est rythmée par un pavillon central coiffé d'un dôme et deux pavillons d'angle en saillie, rappelle l'architecture de Philibert Delorme et Jean Bullant au palais des Tuileries à Paris, elle-même reprise à la même époque par Louis Visconti et Hector-Martin Lefuel pour la cour Napoléon du nouveau Louvre de Napoléon III.
Parent fut en outre candidat, comme Charles Garnier, au concours d'architecture pour la construction du nouvel Opéra de Paris.

### Architecte parisien

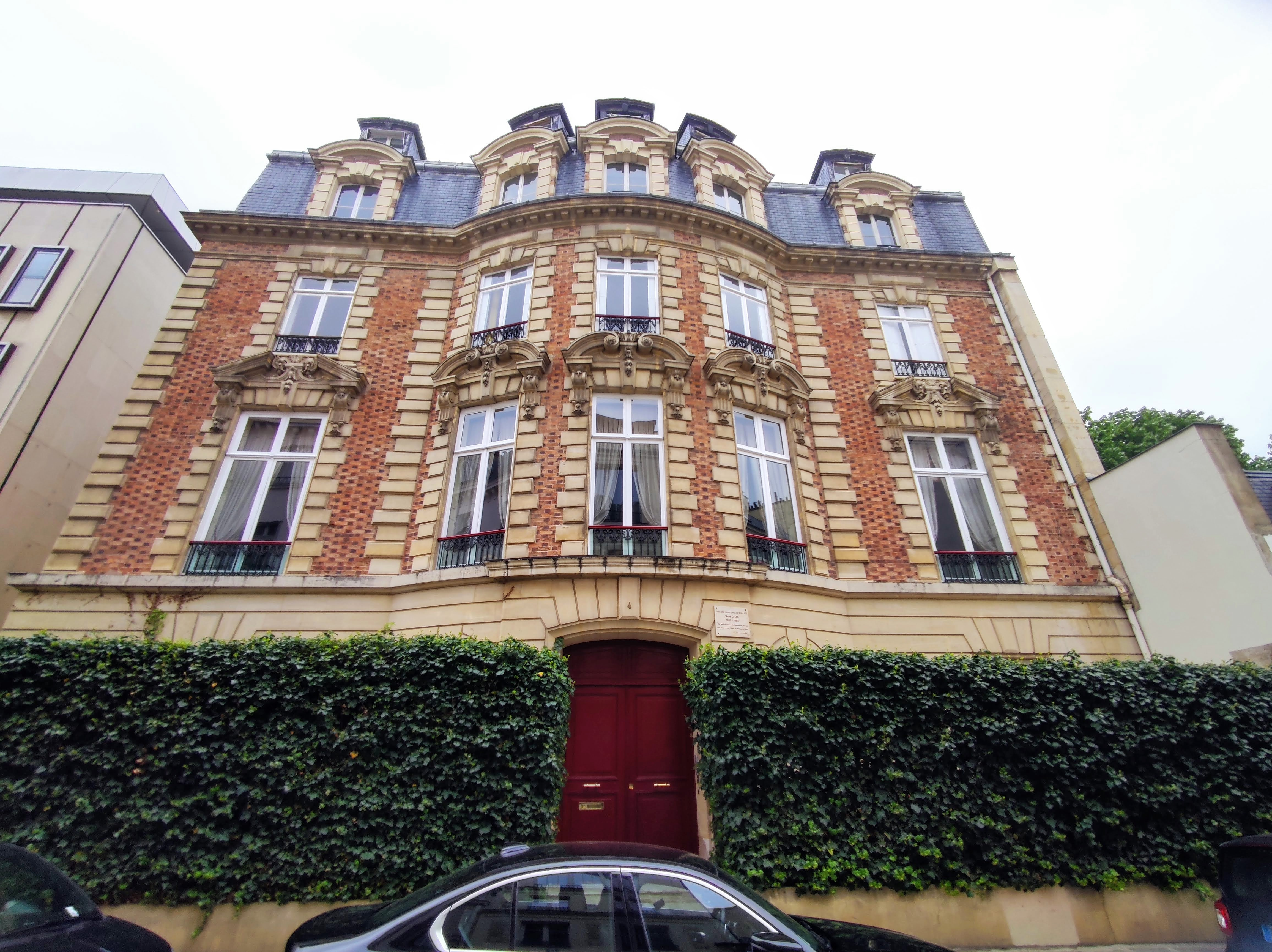
Hôtel de Mortemart, 4, rue de Chanaleilles, Paris (7e arrondissement).

Il travaille en particulier pour l'hôtel de La Rochefoucauld-Doudeauville au 47, rue de Varenne (7e arrondissement), transformé pour le duc Sosthènes de La Rochefoucauld, où il remonte des lambris provenant du château de Bercy, crée une chapelle, un jardin d'hiver, une salle à manger, plusieurs écuries pour 25 chevaux, deux remises pour huit voitures, deux selleries et un escalier d'honneur plaqué de marbres polychromes inspiré de l'escalier de la Reine du château de Versailles (aujourd'hui à l'ambassade d'Italie).
Il construit de très luxueuses résidences parisiennes :
- 1863 : hôtel de Mortemart au 4, rue de Chanaleilles (7e arrondissement)[5] ;
- 1861-1864 : hôtel de Saint-Paul au 3, rue Roquépine (8e arrondissement), pour Édouard André, collectionneur ;
- 1867-1874 : hôtel particulier au 158, boulevard Haussmann (8e arrondissement), de style néo-Louis XVI, à nouveau pour Édouard André (actuel musée Jacquemart-André)[6] ;
- 1868-1870 : hôtel particulier au 5, avenue Van-Dyck (8e arrondissement), de style éclectique avec ornements sculptés de Jules Dalou, pour l'industriel du chocolat Émile-Justin Menier (aujourd'hui résidence privée en copropriété) ;
- 1884 : hôtel particulier[7] au 8, rue Alfred-de-Vigny (8e arrondissement), de style néo-gothique, pour Henri Menier (actuel Conservatoire international de musique de Paris) ;
- 1884 : hôtel particulier au 31, avenue Franklin-D.-Roosevelt (à l'époque avenue d'Antin) (8e arrondissement), de style composite, néo-gothique, Renaissance et Louis XV, pour le baron Louis de Wecker (aujourd'hui occupé par un restaurant gastronomique) ;
- avant 1902 : hôtel particulier au 1, rue Rabelais, demeure du baron de Haber, puis de Gustave Eiffel (détruit) ;
- hôtel particulier au 9-11, avenue d'Antin pour le comte Jules Polydore Le Marois.

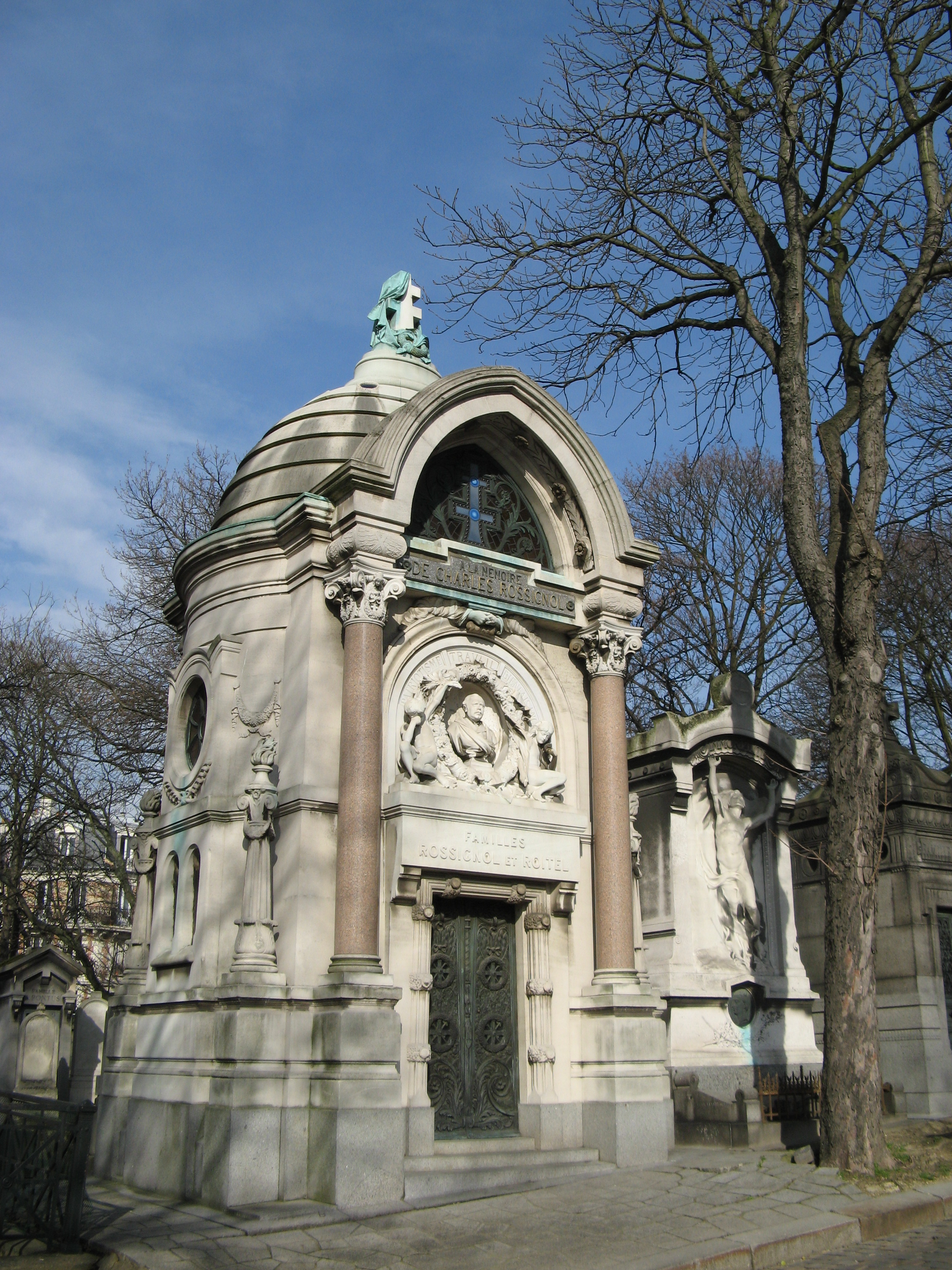
Chapelle de Jacques Charles Rossignol, Paris, cimetière du Père-Lachaise.

### Architecte en province
En Maine-et-Loire, Henri Parent construit de 1858 à 1861 le château de la Jumellière et, entre 1859 et 1869, à la demande de la vicomtesse des Cars, il restaure le château de La Morosière, résidence du chef vendéen Jean-Nicolas Stofflet à Neuvy-en-Mauges.
En 1880, il réalise une maison au 160, boulevard de la République à Vaucresson. Cette villa, dite Castel Aubert en hommage à son père, étant sa résidence principale.
Entre 1864 et 1867, il transforme tour à tour le château de Clères en Normandie et le manoir de Kéruzoret à Plouvorn en Bretagne en châteaux de style néogothique. Il réalise le tombeau d'Émile-Justin Menier à Paris au cimetière du Père-Lachaise (1887).
Entre 1882 et 1884, il construit le château Saint-Martial à Jarnac en Charente.
Avec son frère Clément Parent, il restaure les châteaux d'Ancy-le-Franc  pour la famille de Clermont-Tonnerre, d'Esclimont et de Bonnétable , de la Vallée-aux-Loups pour les ducs de La Rochefoucauld-Doudeauville.